# 남두연대
남두연대(南頭煙臺)는 대한민국 제주특별자치도 제주시 애월읍 신엄리에 있는 연대이다. 1976년 9월 9일 제주특별자치도의 기념물 제23-7호로 지정되었다.

## 개요
연대란 옛 군사적 통신수단으로 적의 침입이나 위급한 일이 일어났을 때, 낮에는 연기를 피우고 밤에는 횃불을 사용하여 인근 마을이나 군대가 있는 곳에 빠르게 연락하던 시설이다. 봉수대와 차이점이 있다면 해변 가까운 높은 지대에 설치하는 반면 봉수대는 산 정상에 위치한다는 점이다.
애월진에 소속된 남두 연대는 신엄리 해안가 도로변에 있다. 연대의 규모는 상부 6.3m×6.4m, 하부 7.9m×7.6m, 높이 3.9m이며, 해안절벽 위에 있어 주변경관이 아름답다. 이 연대는 동쪽으로 조부 연대, 서쪽으로 애월 연대와 교신하였다고 한다.

## 참고 문헌
- 남두연대 - 국가유산청 국가유산포털